# Ná Ozzetti

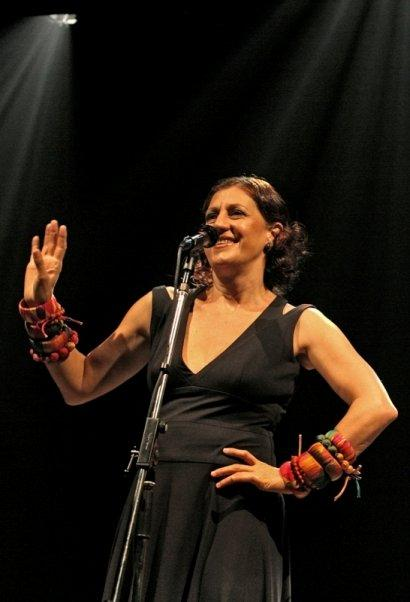
Ná Ozzetti bei der Show Balangandãs, 2009

Ná Ozzetti (* 12. Dezember 1958 in São Paulo), eigentlich Maria Cristina Ozzetti, ist eine brasilianische Sängerin. Sie ist die Schwester des Gitarristen und Komponisten Dante Ozzetti und der Querflötistin Marta Ozzetti.

## Leben
In ihrer Kindheit erlernte Ná Ozzetti das Klavierspiel. Nach einem Berufsabschluss als Bildende Künstlerin begann in den späten 1970er Jahren ihre musikalische Karriere als Sängerin der Gruppe RUMO, mit der sie insgesamt sieben Schallplatten aufnahm. 1988 entstand ihr erstes eigenes Album mit dem Titel Ná Ozzetti. Ende der 1980er Jahre war sie als Mitglied des Ensembles von Itamar Assumpção auf verschiedenen Tourneen auch in Europa zu hören. Ihr zweites Album Ná wurde zu einem großen Teil von ihrem Bruder Dante Ozzetti arrangiert. 1996 wurde ihre CD Love Rita Lee veröffentlicht, eine Hommage an die brasilianische Sängerin Rita Lee. Mit dem Pianisten André Mehmari nahm sie im Jahr 2005 die CD Piano e Voz im Duett auf. Auf ihrem Album Balangandãs aus dem Jahr 2009 finden sich unter anderem Kompositionen von Assis Valente, Ary Barroso und Dorival Caymmi.
Ná Ozzetti erhielt in Brasilien eine Reihe von Preisen als Sängerin.

## Diskographie
- Ná Ozzetti, MCD, 1988
- Ná, MCD, 1994
- Love Lee Rita (Canções de Rita Lee desde os Mutantes), Dabliu, 1996
- Estopim, Eldorado, 1999
- Show, Som Livre, 2002
- Piano e Voz (mit André Mehmari), MCD, 2005
- Balangandãs, MCD, 2009
- Meu Quintal, Borandá, 2011
- Embalar, Circus Produções, 2013
- Ná e Zé, Circus Produções, 2015
- Thiago França (mit Passo Torto), YB Produções, 2015